# Средства массовой информации Мозамбика
Средства массовой информации Мозамбика находятся под сильным влиянием правительства. Информация в Мозамбике передаётся по телевидению, радио, газетам, журналам и через интернет. Радио — самая популярная форма СМИ в стране. Деятельность СМИ регулируется Высшим советом по средствам массовой информации.

## Газеты
Газеты в Мозамбике имеют относительно низкие тиражи из-за высоких цен и низкого уровня грамотности. Согласно исследованию, в Мозамбике только пять человек из тысячи имеют доступ к газетам. Две самые популярные ежедневные газеты — это государственная Noticias и частная O Pais. Распространены такие государственные газеты как ежедневная Diário de Moçambique и еженедельная Domingo. Также издаются Savana и Tempo. Еженедельная газета Verdade бесплатно распространяется в окрестностях столицы Мозамбика Мапуту и известна своими негативными высказываниями в адрес правительства.
Большая часть финансовых средств и доходов от рекламы поступает в проправительственные газеты. Однако в последние годы значительно увеличилось количество частных газет с критическими взглядами на правительство.

## Радио

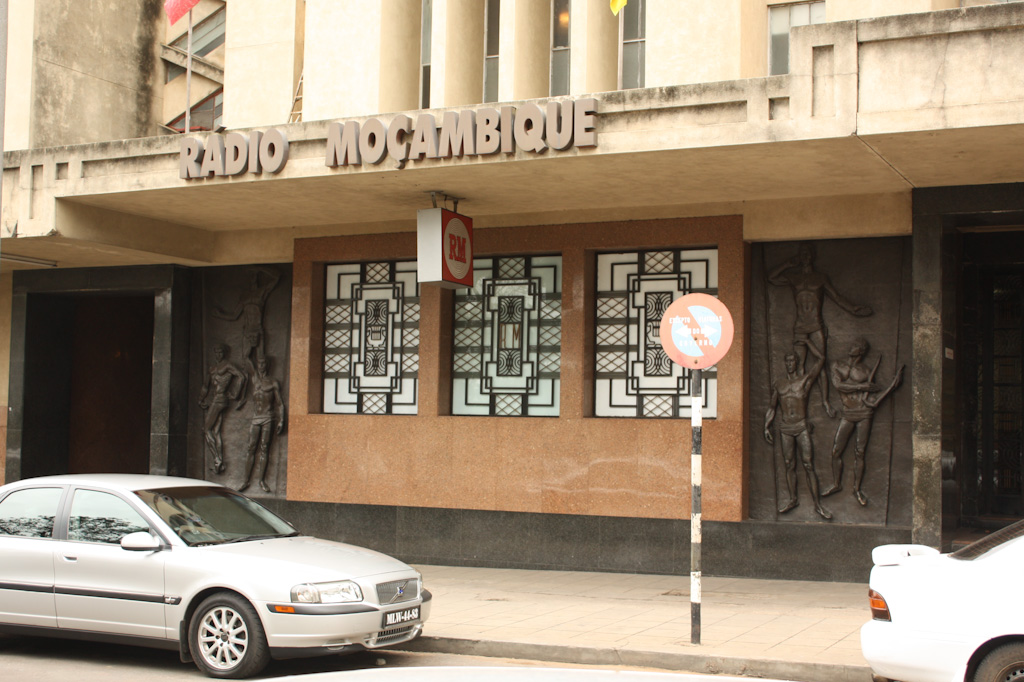
Штаб-квартира радиостанции Rádio Moçambique в районе Мапуту Кампфумо (photo 2009)

Радиопрограммы — самая распространённая форма СМИ в стране. Наиболее влиятельные радиостанции принадлежат государству, при этом, частные радиостанции имеют локальную аудиторию. Rádio Moçambique — самая популярная радиостанция в стране. Она была создана вскоре после обретения Мозамбиком независимости в июне 1975 года в результате слияния трёх других радиостанций.

## Телевидение
Уровень проникновения кабельного телевидения в Мапуту составляет примерно 30 %. Единственной государственной телестанцией в Мозамбике является Televisão de Moçambique, основанная в 1981 году is Mozambique’s only state-controlled television station., и размещённая в Мапуту. Пять частных станций также размещены в Мапуту. Высокие рейтинги имеют зарубежные телеканалы, такие как португальское государственное телевидение и бразильский канал Miramar.

## Интернет
Уровень использования интернета в Мозамбике является одним из самых низких в Африке: доступ в сеть имеют только 4,8 % населения. Согласно отчёту, опубликованному в 2007 году, в столице Мапуту уровень использования интернета был самым высоким — 37,7 %.
Правительственных ограничений на доступ к интернету нет, однако члены оппозиционной партии сообщают, что агенты правительственной разведки отслеживают электронную почту.